# Tăng Hòa
Tăng Hòa là một xã thuộc huyện Gò Công Đông, tỉnh Tiền Giang, Việt Nam.

## Địa lý
Xã Tăng Hòa có vị trí địa lý:
- Phía đông giáp xã Tân Thành
- Phía tây giáp thị trấn Tân Hòa và xã Phước Trung
- Phía nam giáp huyện Tân Phú Đông
- Phía bắc giáp các xã Bình Ân, Bình Nghị và Tân Điền.

Xã có diện tích 17,46 km², dân số năm 2002 là 9.568 người, mật độ dân số đạt 548 người/km².

## Lịch sử
Sau năm 1975, Tăng Hòa là một xã thuộc huyện Gò Công cũ.
Ngày 13 tháng 4 năm 1979, Hội đồng Chính phủ ban hành Quyết định số 155-CP. Theo đó, chia huyện Gò Công thành hai huyện Gò Công Đông và Gò Công Tây, xã Tăng Hòa thuộc huyện Gò Công Đông.
Ngày 13 tháng 2 năm 1987, Hội đồng Bộ trưởng ban hành Quyết định 23-HĐBT. Theo đó, giải thể xã Tăng Hòa để thành lập thị trấn Tân Hòa, thị trấn huyện lỵ huyện Gò Công Đông.
Ngày 14 tháng 1 năm 2002, Chính phủ ban hành Nghị định 07/2002/NĐ-CP. Theo đó, tái lập xã Tăng Hòa trên cơ sở 1.745,67 ha diện tích tự nhiên và 9.568 người của thị trấn Tân Hòa.